# Base Aérea de Armilla

i8
i11
i13
Base Aérea de Armilla ist ein Militärflugplatz der Spanischen Luftstreitkräfte in Armilla rund elf Kilometer südlich der Stadt Granada in der gleichnamigen spanischen Provinz Granada. Er dient insbesondere der Ausbildung von Hubschrauberbesatzungen.

## Geschichte
Es war das erste Fluggelände in Andalusien und einer der ältesten Flugplätze in ganz Spanien, das heute noch aktiv betrieben wird. Der erste bemannte Ballonflug (Aerostáticas) fand 1895 statt. Während der Feria del Corpus de Granada starteten 1911 im Rahmen einer Luftfahrtschau die ersten Motorflugzeuge auf dem ehemaligen Hipódromo de Armilla (Pferderennbahn). Zu Beginn des Ersten Weltkrieges wurde der Flugplatz ausgebaut. Die offizielle Eröffnung fand im Juni 1922 statt. Der Aeródromo Militar de Armilla hatte Werkstätten, Lagerhallen, Unterkünfte für Offiziere und Soldaten, eine Telegrafenstation und zwei Hangars für je 17 Flugzeuge. Im Jahr 1925 wurde er als Aeródromo Dávila, in Erinnerung an den tödlich verunglückten Piloten und ersten Kommandanten Luis Dávila Ponce de León bezeichnet. 1934 fand die Ausstellung und Flugschau Exhibición del Autogiro Juan de la Cierva statt. Während des spanischen Bürgerkrieges wurde der Aeródromo erneut für militärische Operationen genutzt.
Ab 1946 wurde der Flugplatz für den zivilen und gewerblichen Flugverkehr geöffnet. In den 1950er Jahren wurde der Flugplatz erweitert, die Piste asphaltiert und erhielt 1952 einen Kontrollturm. 1954 folgte der Bau eines Abfertigungsgebäudes für die zivile Luftfahrt.
Durch die begrenzte Möglichkeit zum Ausbau der Start- und Landebahn für den aufkommende Jetflugverkehr wurde Mitte der 1960er Jahre der Bau eines neuen zivilen Flughafens in den Gemeindegebieten von  Chauchina und Santa Fe betrieben. Der neue Flughafen Granada-Jaén für die zivile Luftfahrt wurde 1972 eröffnet. Ab 1973 wurde die militärische Ausbildungsstätte Academia General del Aire (CSAGA) eröffnet und der Platz für die zivile Nutzung geschlossen.

## Heute

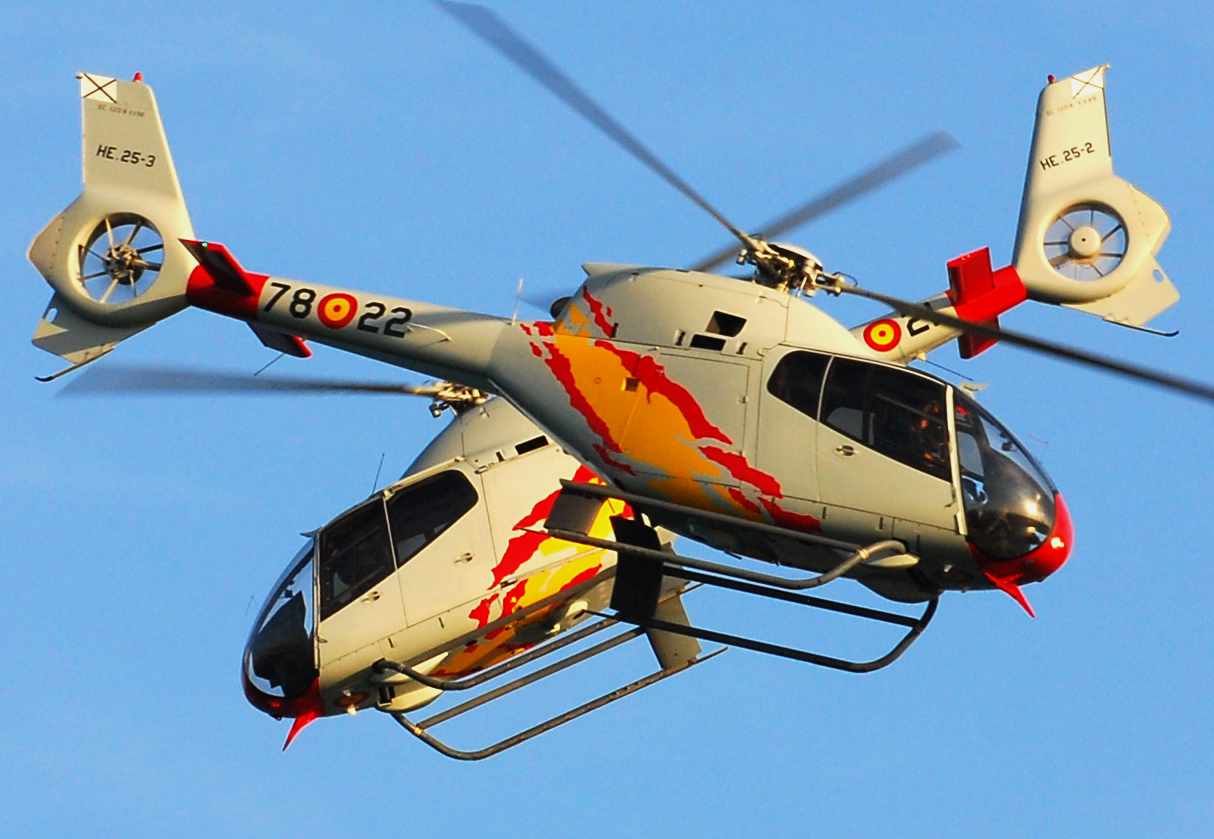
Eurocopter EC 120 der Patrulla ASPA

Zurzeit sind auf der Luftwaffenbasis von Armilla die Hubschrauberflugschule, das Ala 78 (78. Geschwader)  und die Hubschrauber-Kunstflugstaffel Patrulla ASPA der spanischen Luftstreitkräfte stationiert. Die genutzten Typen sind die H120 (HE-25) und seit 2023 die H135 (HE-26), zunächst als Ersatz der HE-24.